# I’m So Lonesome I Could Cry
«I’m So Lonesome I Could Cry» (рус. Мне так одиноко, что могу заплакать) — американская песня, написанная кантри-музыкантом Хэнком Уильямсом в 1949 году и записанная им 30 августа того же года в студии в Огайо под руководством Фреда Роуза. Уильямс писал песню с расчётом на то, что её текст будет скорее проговариваться чем петься, также как на некоторых его записях для Luke the Drifter. На написание этой песни об одиночестве повлияли его проблемные отношения с женой Одри Шеппард. Уильямс считал её одной из самых лучших своих песен, однако не был уверен в её коммерческом потенциале, в результате чего песня вышла на обратной стороне сингла «My Bucket’s Got a Hole in It».
В 2003 году журнал Rolling Stone присудил «I’m So Lonesome I Could Cry» 111 место в своём списке «500 величайших песен всех времён», в котором она является самой старой песней из туда внесённых. В 2024 году Rolling Stone поместил песню на 4-е место в своем рейтинге 200 величайших кантри-песен всех времен.

## Кавер-версии
Позже песню записывало множество исполнителей, как кантри, так и других жанров.
- Марти Роббинс записал песню для своего альбома 1957 года The Song of Robbins.
- Энди Уильямс записал песню для обратной стороны своего сингла 1959 года «The Village of St. Bernadette».[5]
- Дин Мартин спел песню на своём альбоме 1966 года Somewhere There’s a Someone.
- Билли Джо Томас сделал песню заглавной своего дебютного альбома 1966 года I’m So Lonesome I Could Cry. Песня заняла 8 строчку чарта Billboard Hot 100[6] и 2 в чарте Канады.
- Tommy James & the Shondells записали песню для своего альбома 1966 года It’s Only Love.
- Боб Дилан пел песню в своём номере отеля в документальном фильме 1967 года Dont Look Back. Также, он исполнил её дуэтом с Джонни Кэшом, это исполнение вошло в документальный фильм 2005 года Мартина Скорсезе Нет пути назад: Боб Дилан.
- Литл Ричард включил песню в состав своего альбома 1971 года The King of Rock and Roll.
- Чарли Маккой спел песню на своём альбоме 1972 года Charlie McCoy. Песня заняла 23 строчку в американском кантри-чарте и 21 в кантри-чарте Канады.
- Эл Грин записал соул-версию песни для своего альбома 1973 года Call Me.
- Леон Расселл записал песню для своего альбома 1973 года Hank Wilson’s Back, Vol. 1. Песня заняла 78 строчку чарта Billboard Hot 100[7]
- Элвис Пресли исполнил песню на своём теле-концерте 1973 года «Aloha from Hawaii». Перед исполнением он произнёс: «Я бы хотел спеть песню, которая… наверное является самой грустной песней, из тех что я когда-либо слышал».
- Американский квотербек Терри Брэдшоу сделал песню заглавной своего дебютного альбома 1976 года I’m So Lonesome I Could Cry. Песня заняла 17 строчку чарта Country Songs и 91 строчку чарта Billboard Hot 100,[8] а также 17 строчку канадского чарта.
- Джерри Ли Льюис выпустил песню в качестве внеальбомного сингла в 1982 году. Песня попала на 43 строчку чарта Country Songs.[9]
- Канадская альт-кантри-группа Cowboy Junkies записала песню для своего альбома 1988 года The Trinity Sessions.
- Канадская джазовая певица Холи Коул вместе с Holly Cole Trio записала песню для своего дебютного альбома 1990 года Girl Talk.
- Бельгийская певица Сара Беттенс записала свою версию песни в 1992 году.
- Джимми Дэйл Гилмор записал песню для своего альбома 1993 года Spinning Around the Sun.
- Японская певица Акико Яно записала песню вместе с американским джазовым гитаристом Пэтом Мэтини для своего альбома 1997 года Oui Oui.
- Гитарист Билл Фризелл сыграл инструментальную версию песни на своём альбоме 2000 года Ghost Town.
- Джонни Кэш записал песню дуэтом с Ником Кейвом для своего альбома 2002 года American IV: The Man Comes Around.
- Диаманда Галас выпустила свою версию песни на концертном альбоме 2003 года La Serpenta Canta.
- Инди-рок-группа Yo La Tengo играет песню на своих концертах, начиная с 2005 года.
- Группа Me First and the Gimme Gimmes, исполняющая каверы в стиле панк-рок, записала песню для своего альбома 2006 года Love Their Country.
- Канадский ансамбль Art of Time Ensemble вместе с приглашённой вокалисткой Мелиссой Стилианоу выпустил песню на своём записанном вживую дебютном альбоме 2006 года Live in Toronto.
- Немецкий джазовый трубач Тилль Брённер совместно с американской певицей Мадлен Пейру записал песню для своего альбома 2006 Oceana.
- Датская группа Volbeat записала песню для своего альбома 2008 года Guitar Gangsters & Cadillac Blood.
- Вайнонна Джадд записала песни для своего альбома 2009 года Sing: Chapter 1.
- Маршалл Чепмен записала песню для своего альбома 2010 года Big Lonesome.
- Кэрри Родригес вместе с Биллом Фризеллом записала песню для своего альбома 2010 года Love and Circumstance
- Вокалистка Evanescence Эми Ли of Evanescence исполнила песню 20 апреля 2012 года на церемонии «We Walk the Line: a Celebration of the Music of Johnny Cash», проведённой 80-летию Джонни Кэша.[10] 7 августа 2012 года эта церемония поступила в продажу на CD и DVD-носителях.[11]
- Рэнди Бун спел песню в эпизоде «First to Thine Own Self» телесериала Вирджинец, показанного 12 февраля 1964 года. Хотя действие сериала происходит в 1880-х, песня была написана лишь в 1949 году.

## Чарты
Версия Хэнка Уильямса
| Год  | Чарт                      | Позиция                                          |
| ---- | ------------------------- | ------------------------------------------------ |
| 1949 | Billboard Country Singles | Би-сайд сингла #2 «My Bucket's Got a Hole in It» |
| 1966 | Billboard Country Singles | #43                                              |

В 2003 году песня в исполнении Уильмса заняла 29 место в CMT's 100 Greatest Songs in Country Music.
Версия Би Джей Томаса
| Год  | Чарт                     | Позиция |
| ---- | ------------------------ | ------- |
| 1966 | Billboard Pop Singles    | #8      |
| 1966 | RPM Top Singles (Канада) | #2      |

Версия Чарли Маккоя
| Год  | Чарт                        | Позиция |
| ---- | --------------------------- | ------- |
| 1972 | Billboard Country Singles   | #23     |
| 1972 | RPM Country Tracks (Канада) | #21     |

Версия Леона Рассела (под псевдонимом Хэнк Уилсон)
| Год  | Чарт                   | Позиция |
| ---- | ---------------------- | ------- |
| 1973 | U.S. Billboard Hot 100 | 78      |

Версия Терри Брэдшоу
| Год  | Чарт                        | Позиция |
| ---- | --------------------------- | ------- |
| 1976 | Billboard Hot 100           | #91     |
| 1976 | Billboard Country Singles   | #17     |
| 1976 | RPM Country Tracks (Канада) | #17     |

Версия Джерри Ли Льюиса
| Год  | Чарт                      | Позиция |
| ---- | ------------------------- | ------- |
| 1982 | Billboard Country Singles | #43     |